# Cyclorbiculina
Cyclorbiculina es un género de foraminífero bentónico de la subfamilia Archaiasinae, de la familia Soritidae, de la superfamilia Soritoidea, del suborden Miliolina y del orden Miliolida. Su especie tipo es Orbiculina compressa. Su rango cronoestratigráfico abarca desde el Oligoceno hasta la Actualidad.

## Clasificación
Cyclorbiculina incluye a las siguientes especies:
- Cyclorbiculina americana
- Cyclorbiculina compressa
- Cyclorbiculina miocaenica

Otra especie considerada en Cyclorbiculina es:
- Cyclorbiculina sphaeroidea, de posición genérica incierta